# Cyphostemma natalitium
Cyphostemma natalitium là một loài thực vật hai lá mầm trong họ Nho. Loài này được (Szyszyl.) J.J.M.van der Merwe miêu tả khoa học đầu tiên năm 1971.